# Bettina Kupfer

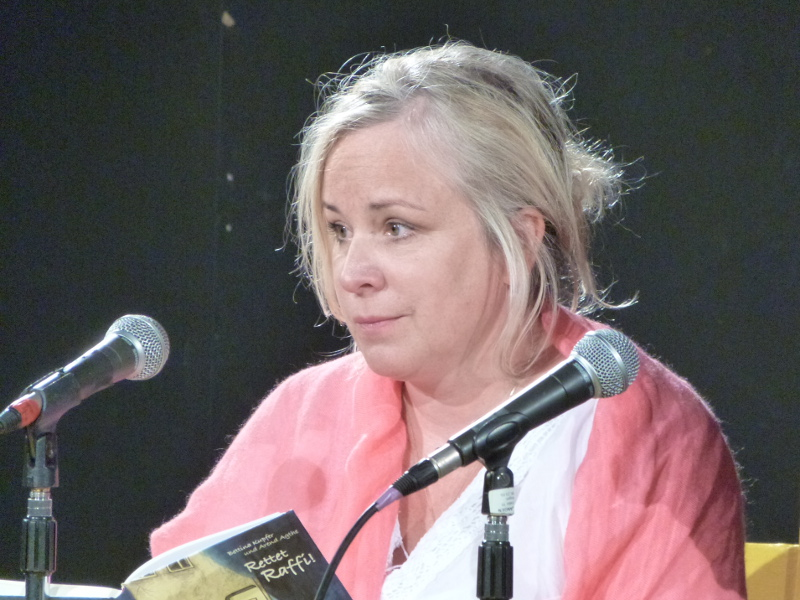
Bettina Kupfer auf dem Erlanger Poetenfest 2012

Bettina Kupfer (* 19. Juli 1963 in Stuttgart) ist eine deutsche Schauspielerin, Autorin, Produzentin, Dozentin und Psychotherapeutin.

## Biografie
Nach ihrem Abitur am Ernst-Sigle-Gymnasium in Kornwestheim studierte Bettina Kupfer Anglistik, Germanistik und Philosophie und schloss 1986 eine Schauspielausbildung an der Hochschule für Musik und Darstellende Kunst in Stuttgart mit Diplom ab. Sie war u. a. am Staatstheater Stuttgart, an den Städtischen Bühnen Nürnberg, am Düsseldorfer Schauspielhaus und am Basler Stadttheater engagiert, ehe ihr mit ihrer Rolle der Regina Perlman in Schindlers Liste der Durchbruch im Bereich Film- und Fernsehen gelang.
1995 erhielt sie für ihre Rolle in Das Wunschkind den  Bayerischen Fernsehpreis als „Beste Darstellerin“. Neben ihrer Tätigkeit als Schauspielerin absolvierte Bettina Kupfer ein Studium der Psychologie, das sie 2013 mit einem MA Psychologie an der IPU Berlin abschloss. Sie verfasst zusammen mit ihrem Ehemann Arend Agthe Drehbücher und Kinderbücher.
Eine Hauptrolle spielte sie in der Hauptabendserie Drei mit Herz (ARD/RB). Sie war bislang in Gastrollen in zahlreichen Fernsehserien zu sehen, unter anderem in Wolffs Revier und Ein Fall für Zwei. In der Fernsehserie Girl friends – Freundschaft mit Herz spielte Bettina Kupfer von 1996 bis 1997 in 26 Folgen die Sekretärin Daniela Holm.
Seit 2013 ist sie zusammen mit Arend Agthe Gesellschafterin der Mimi & Crow Filmproduktion OHG. Diese produzierte den Kinofilm Rettet Raffi! nach dem gemeinsam mit Arend Agthe geschriebenen Drehbuch. Bettina Kupfer ist Produzentin, Autorin und Schauspielerin für den Film. Der Film lief auf Filmfestivals weltweit und war bundesweit in den deutschen Kinos zu sehen. Er erhielt Publikumspreise in München, Nürnberg, Hof, Luxemburg und Vittorio Veneto.
Im Herbst 2020 gehörte sie zu den Erstunterzeichnern des Appell für freie Debattenräume.
2013 beendete sie ein Psychologiestudium an der IPU Berlin mit dem Master. Am Hamburger Michael Balint Institut absolvierte sie eine psychoanalytische Weiterbildung. Seit 2021 lehrt sie an der Fachhochschule Potsdam und ist therapeutisch in einer Unterkunft für Geflüchtete tätig.

## Filmografie (Auswahl)
- 1988: Pizza-Express
- 1991: Gesucht wird Ricki Forster
- 1992: Starkstrom
- 1992: Freunde fürs Leben
- 1993: Schindlers Liste
- 1995: Das Wunschkind
- 1995: Wer Kollegen hat, braucht keine Feinde
- 1995: Man(n) sucht Frau
- 1995–1996: Girl friends – Freundschaft mit Herz (26 Folgen)
- 1996: Blindes Vertrauen
- 1996: Beim nächsten Kuß knall’ ich ihn nieder
- 1997: Ein Vater unter Verdacht
- 1997: Kind zu vermieten
- 1997: Vergewaltigt – Die Wahrheit und andere Lügen
- 1997: Alibi für einen Engel
- 1997: Tod eines Lehrers – eine Schule unter Verdacht
- 1999: Drei mit Herz
- 1999: Gestern ist nie vorbei
- 1999: Bangkok – Ein Mädchen verschwindet
- 2000: Schwiegermutter
- 2000: Meine grüne Freiheit – Ein Frühling in Irland
- 2001: Tatort – Eine unscheinbare Frau
- 2001: Tatort – Bienzle und der heimliche Zeuge
- 2001: Opferlamm – Zwischen Liebe und Hass
- 2001: Schutzengel gesucht
- 2002: Tatort – Bienzle und der süße Tod
- 2003: Bella Block: Kurschatten
- 2003: Stubbe – Von Fall zu Fall – Opfer im Zwielicht
- 2005: Dem Himmel sei Dank (Fernsehfilm)
- 2006: Tatort – Bienzle und der Tod in der Markthalle
- 2007: Noch einmal zwanzig sein …
- 2007: Der Staatsanwalt – Heiliger Zorn
- 2007: Pfarrer Braun – Braun unter Verdacht
- 2008: SOKO Leipzig – Hajos Geheimnis
- 2008: Dornröschen
- 2008: Vater aus Liebe
- 2010: Notruf Hafenkante – Schlaf, Kindchen, schlaf
- 2010: Pfarrer Braun – Grimms Mördchen
- 2012: Wilsberg – Aus Mangel an Beweisen
- 2012: SOKO Wismar – Lockvogel
- 2013: SOKO Wismar – Meine beste Freundin
- 2015: Rettet Raffi!
- 2016: In aller Freundschaft – Die jungen Ärzte – Die Richtigen
- 2019: Notruf Hafenkante – Versuchung
- 2019: SOKO Köln: Endstation Sehnsucht

## Schriftwerke
- Rettet Raffi! mit Arend Agthe. Illustriert von Kristina Knöchel. Verlagshaus Jacoby & Stuart, Berlin 2012, ISBN 978-3-941787-42-1
- Rettet Raffi – Umzug nach Rio, mit Arend Agthe. Illustriert von David Kupfer. Verlagshaus Jacoby & Stuart, Berlin 2016, ISBN 978-3-946593-06-5
- Drei Steine für Betty, Verlagshaus Jacoby & Stuart, Berlin Januar 2018, ISBN 978-3-946593-64-5